# Konstantin Nikolajewitsch Leontjew

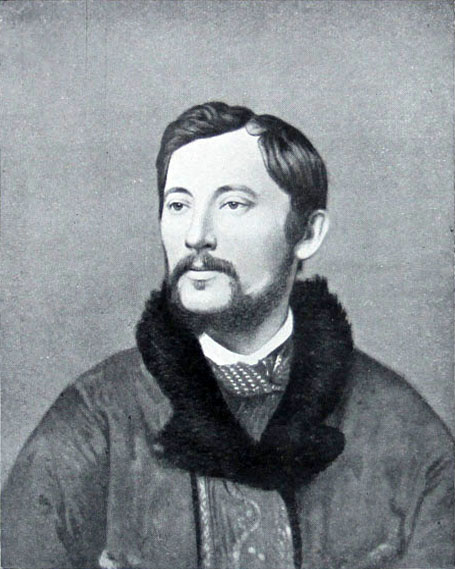
Konstantin Leontjew

Konstantin Nikolajewitsch Leontjew (russisch Константи́н Никола́евич Лео́нтьев; wiss. Transliteration Konstantin Nikolaevič Leont’ev; * 13. Januarjul. / 25. Januar 1831greg. in Kudinowo (Gouvernement Kaluga); † 12. Novemberjul. / 24. November 1891greg. im Dreifaltigkeitskloster in Sergijew Possad) war ein russischer Religionsphilosoph und Schriftsteller.

## Leben
Leontjew wurde als siebtes Kind des armen Gutsbesitzers Nikolaj Leontjew auf dem Erbgut Kudinowo im Gouvernement Kaluga geboren. 1841 trat er in das Gymnasium in Smolensk ein, brach den Schulbesuch aber bald ab und wurde von seiner Mutter nach St. Petersburg gebracht, wo sie ihn im Herbst 1843 für das Kadettenkorps anmeldete. Wegen einer Krankheit musste er die Militärlaufbahn jedoch aufgeben und ging im Alter von 13 Jahren 1844 nach Kaluga, wo er die dritte Klasse des Gymnasiums besuchte.
Im Frühjahr 1849 absolvierte Leontjew das Gymnasium und durfte ohne Prüfung auf die Universität. Im Herbst wurde er am Demidow-Lyzeum in Jaroslawl immatrikuliert, doch wechselte er bereits im Winter an die medizinische Fakultät in Moskau.
Als erstes literarisches Werk sollte 1852 das Schauspiel „Heirat aus Liebe“ erscheinen, das nicht für die Bühne, sondern zum Lesen bestimmt war. Nach Leontjews eigenen Worten „war es sehr lyrisch und gebaut auf eine scharfe Analyse krankhafter Gefühle“. Iwan Turgenew, an den sich Leontjew mit seinem Erstling gewandt hatte, erkannte die künstlerische Begabung des jungen Studenten und versprach sich für eine Veröffentlichung einzusetzen. Doch weder das Schauspiel, noch der im gleichen Zeitraum angefertigte erste Roman „Die Bulawinische Werkstatt“ wurden von der Zensur zur Publikation freigegeben. Die Gründe hierfür mögen in dem höchst unmoralischen Inhalt, besonders im erotischen Sinne, gelegen haben, vermutete Leontjew später.
Für den damaligen Krimkrieg wurden Ärzte benötigt. Die Regierung bot den Studenten, die im achten Semester waren, die Ernennung zum Arzt und das doppelte Gehalt an, wenn sie sich auf den Kriegsschauplatz begäben. Leontjew begrüßte diese Möglichkeit und meldete sich freiwillig als Militärarzt. Am 1. August 1854 wurde er zum Assistenzarzt im Kriegslazarett auf der Festung Jenikale ernannt.
Nach dem Ende des Krieges 1855 verbrachte Leontjew eine relativ unbeschwerte Zeit auf der Krim, bis er Ende August 1857 aus dem Militär entlassen wurde und im Frühjahr 1858 eine Stellung als Hausarzt in der Familie des Barons Dimitrij von Rosen annahm. Nach zwei angenehmen Jahren wandte sich Leontjew gänzlich von der Medizin ab und beschloss, sich endgültig dem literarischen Schaffen zu widmen und auch davon zu leben. Ende 1860 kam Leontjew nach St. Petersburg, wo er bei seinem Bruder wohnte. Die Schriftstellerei brachte ihm jedoch keine sicheren Einnahmen, sodass er sich gezwungen sah, mit Unterricht und Übersetzungen von Artikeln aus der deutschen Sprache seinen Unterhalt zu verdienen.
Zu dieser Zeit hatte Leontjew in den literarischen Kreisen in St. Petersburg schon viele Bekannte. So lernte er hier die Slawophilen und ihre Lehre näher kennen. Von ihnen übernahm Leontjew die Idee der kulturellen Einzigartigkeit Russlands, die gänzlich seinen ästhetischen Forderungen nach Mannigfaltigkeit entsprach.
Im Herbst 1861 brachte Leontjew, der kurz zuvor die aus einfachen Verhältnissen stammende Halbgriechin Julia Politof geheiratet hatte, seinen ersten großen Roman „Die Lindenschößlinge“ heraus. Da in ihm keine politische Tendenz war, fand dieser jedoch nicht den Beifall seiner Zeit, sondern blieb vollständig unbeachtet.
Infolge einer schweren seelischen Krise vollzog Leontjew nun den endgültigen Bruch mit seiner liberalen Vergangenheit und bekannte sich vollends zum Konservatismus. Nach neunmonatigem Dienst als Kanzleibeamter im Asiatischen Departement des Ministeriums des Äußeren wurde er im Herbst 1863 als Sekretär und Dolmetscher des russischen Konsulates auf der Insel Kreta angestellt.
Angekommen auf Kreta zeigte sich Leontjew überaus fasziniert vom „orientalischen“ Leben und der Kultur, eine Faszination, die sein Leben lang anhalten sollte. Er unternahm viele Reisen, doch nachdem seine Frau 1868 von einer Geisteskrankheit befallen wurde, litt Leontjew unter schweren Depressionen, da er sich wohl die Schuld an der Krankheit seiner Frau gab. Sie selbst überlebte ihn um mehrere Jahre und verstarb während der Tage der russischen Revolution, ohne dass ihr geistiger Zustand sich gebessert hätte.
1871 besuchte Leontjew die Athosklöster, von denen er sich tief beeindruckt zeigte. Die Bitte um die geheime Mönchsweihe wurde ihm durch den geistlichen Führer abgelehnt.
Nach der Entlassung aus dem Dienst 1873 widmete sich Leontjew intensiv dem Problem „Byzantinismus und Slawentum“, das 1875 als Aufsatz veröffentlicht die Grundsätze seiner Weltanschauung darlegt und als sein Hauptwerk zu betrachten ist. Auch dieses Werk blieb, wie die 1876 in drei Bänden von dem Verleger Michael Katkof herausgegebenen „Orientalischen Novellen“, gänzlich unbemerkt.
Die bedrängten finanziellen Verhältnisse nötigten Leontjew, von 1880 bis 1887 der Tätigkeit des Zensors nachzugehen. In dieser Zeit gelangte die religiös-ästhetische Weltanschauung Leontjews zu immer größerer Entwicklung. Es gelangten neben einer Sammlung historisch-politischer Aufsätze in zwei Bänden unter dem allgemeinen Titel „Orient, Russland und das Slawentum“ auch die beiden Aufsätze „Von der Gottesfurcht und der Liebe zur Menschheit“ und „Von allgemeiner Liebe“, der anlässlich der berühmten Rede Dostojewskis bei der Einweihung des Puschkin-Denkmals in Moskau entstand, zur Veröffentlichung.
Erstmals erntete Leontjew öffentliche Reaktion auf seine Arbeit, deren Kernfrage „Was ist Christentum?“ den Nerv der Zeit traf. Der Aufsatz „Von allgemeiner Liebe“ gibt Leontjews Grundansicht über das Christentum wieder, stützt seine historisch-philosophischen Gedanken von der Seite des Religiösen her und ist Ausdruck der immer stärker werdenden Beschäftigung Leontjews mit dem Christentum. So besuchte er mit Unterbrechungen das Einsiedler-Kloster Optina Pustyn und machte dort Bekanntschaft mit Starez Amwrosij und später mit dem Schriftsteller Wladimir Solowjow, mit dem ihn eine enge Freundschaft verbinden sollte.
Bereits im Winter 1878, nach einer für Leontjew sowohl geistig wie materiell schwierigen Zeit, hatten die beiden sich in St. Petersburg kennengelernt. „Solowjow war damals vierundzwanzig Jahre alt, während Leontjew gegen die fünfzig ging. Solowjow war Metaphysiker, ausgesprochener Theologe, Gnostiker, Dichter und ein politisch kluger Schriftsteller, der zum Humanismus und Liberalismus neigte; Leontjew dagegen Naturalist, der die naturwissenschaftliche Schule hinter sich hatte, Künstler, Schöngeist und Romantiker, fern aller Gnostik und ebenso aller politischen Wendigkeit, einfach ein Schriftsteller von sehr komplizierter und vertiefter Denkweise.“ Sowohl Solowjow als auch Leontjew beeinflussten sich in der Folgezeit trotz ihrer Unterschiedlichkeit immer wieder gegenseitig in ihren Gedanken.
Nach seiner Zeit als Zensor kehrte Leontjew ins Kloster Optina zurück, wo er ein halb mönchisches und halb gutsherrliches Leben führte. In dieser Zeit erhielt er nicht nur öfters Besuch von Solowjow, sondern neben Studenten und Ausländern auch von Leo Tolstoi, den er zwar für den Gipfel der realistischen Richtung in der Literatur hielt, als Religions- und Moralprediger jedoch scharf kritisierte. Allein mit seiner geisteskranken Frau und wenigen Dienern vereinsamte Leontjew immer mehr.
Nachdem er am 23. August 1891 schließlich doch die geheime Mönchsweihe in Optina erhalten hatte, ging Leontjew auf Anraten des Starez Amworsij, der ihm geistiger Führer und zeitweise auch materieller Unterstützer gewesen war, in das Dreifaltigkeitskloster von Sergijew Possad. Hier verbrachte er die letzten Monate seines Lebens, bis er schließlich am Morgen des 12. Novembers 1891 im Alter von 60 Jahren an den Folgen einer Lungenentzündung verstarb.
Sein Leichnam wurde in einer Mönchskutte auf dem Friedhof des Klosters beerdigt.

## Philosophie
Leontjew war vor allem in der Jugend ein exzentrischer, rücksichtsloser Genießer, dabei aber dennoch nicht unreligiös. Diese Einstellung verband sich mit einer ausgeprägten elitären Lebensanschauung, bedingt durch seine aristokratischen Herkunft.
Leontjew betrachtet dabei „die Ästhetik als den besten Maßstab für die Geschichte und das Leben“. So wird aus der Selbstüberwindung, der asketischen Leistung im Leben des einzelnen, verbunden mit der Hingabe an die christliche Lehre eine ästhetische Erscheinung, die über das Einerlei des Alltages hinaushebt.
Die Vermischung christlichen Gedankengutes mit liberal-humanitären Anschauungen ist insbesondere in der Gestalt eines von Dostojewski (wie Leontjew meinte) vertretenen „Rosenwasser-Christentums“ eine Gefahr für das russische Volk. Es kann dieser Gefahr nur entgehen, durch eine Art Neubelebung des Byzantinismus und durch den Glauben »an die Fruchtbarkeit des turanischen Zusatzes in unserem russischen Blut, zum Teil auch an den Segen der Aneignung herrischen und starken deutschen Blutes«. Wolle man die Werte und Tradition und damit die Ästhetik, die sich in Leontjews Denken nur aus der aristokratischen Herrschaft entwickeln kann, erhalten, so ist es nötig, dass man „Russland einfriere“. Alexander Zipko wies auf den „schrecklichen“ Gedanken Leontjews hin, dass niemand sagen könne, „wo der Mensch glücklicher sei – in einem despotischen Staat oder in einem freiheitlichen“.
Die konservative Haltung Leontjew, der nicht nur streng gläubiger Christ, sondern auch ein großer Verfechter der Aristokratie war, wurde von der Mehrzahl der russischen Intelligenzija abgelehnt.

## Einfluss
Leontjew, der – wie viele seiner Zeitgenossen – nach einer russischen Antwort auf die Aufklärung des Westens suchte, wurde von der russischen Intelligenzija noch lange nach seinem Tode mit Nichtbeachtung gestraft. Die radikalen und pro-aristokratischen Gedanken Leontjews, verbunden mit der bedingungslosen Hingabe zu Gott fanden wenig Verständnis und Echo, so dass Leontjew lange Zeit außerhalb seiner kleinen Anhängerschaft weitgehend unbekannt blieb.
Erst gegen Ende des 20. Jahrhunderts begann die Slawistik und die Religionswissenschaft den russischen Religionsphilosophen wieder zu entdecken und seine Philosophie als interessanten Konterpunkt in der damaligen politisch-philosophischen Strömung zu werten.
In den Reden Wladimir Putins wurde Leontjew zitiert im Zusammenhang mit dem Aufbau eines Konzepts einer ins Absolute erhobenen „Souveränität“ oder eines „russischen Wegs“ sowie einem imperialen Verständnis des russischen Staates. Der Philosoph Alexander Zipko kritisierte die vom Putinismus verbreitete „verlogene Theorie von der besonderen russischen Zivilisation“, welche sich vor allem auf Leontjew gründe, in welcher die individuelle Freiheit keine große Rolle spiele „– dafür umso mehr Gott, Staat und Familie“.

## Übersetzung der Werke ins Deutsche
Eine Vollständige Sammlung der Werke und Briefe von K. N. Leontjew in 12 Bänden erschien in Russland in jüngerer Zeit. Aufgrund der weitgehenden Unbekanntheit von Leontjew außerhalb Russlands gab es bislang vergleichsweise wenig Übersetzungen seiner Werke. Neben dem 2001 erschienenen Essay „Der Durchschnittseuropäer“ existieren Übersetzungen von zwei Aufsätzen in der Sammlung „Östliches Christentum. Dokumente“ und „Vier Briefe vom Berg Athos“ in „Orient und Okzident“, beide um 1930 erschienen.

## Werke (Auswahl)
- Ägyptische Taube (1881)
- Aufzeichnungen eines Einsiedlers (1887)
- Autobiographie (1935)
- Byzantismus und Slawentum (1875)
- Der Durchschnittseuropäer (1913)
- Der Strom der Zeit (1869)
- Die Bulawinische Werkstatt (1852)
- Die Erinnerungen des Odysseus Polichroniades (1873)
- Die Lindenschösslinge (1861)
- Heirat aus Liebe (1852)
- Orientalische Novellen (1876)
- Orient, Russland und das Slawentum (1885)
- Von allgemeiner Liebe (1882)
- Von der Gottesfurcht und der Liebe zur Menschheit (1882)